# El Arbolito
El Arbolito es una localidad argentina del partido de Colón, provincia de Buenos Aires. Se ubica sobre el km 261 de la Ruta Nacional 8, a 35 km de Pergamino y a 15 km de Colón.

## Población
Cuenta con 251 habitantes (Indec, 2010), lo que representa un descenso del 11% frente a los 283 habitantes (Indec, 2001) del censo anterior. Parte de la localidad se extiende sobre el partido de Rojas, llamándose Villa Manuel Pomar. Las cifras corresponden a la población de ambas localidades.
| Gráfica de evolución demográfica de El Arbolito entre 1991 y 2010 |
|                                                                   |
| Fuente: Censos nacionales del INDEC                               |